# مجتمع شماره ۱۷ پرتاب موشک پایگاه نیروی هوایی کیپ کاناورال
مجتمع شماره ۱۷ پرتاب موشک پایگاه نیروی هوایی کیپ کاناورال (به انگلیسی: Cape Canaveral Air Force Station Space Launch Complex 17) در گذشته و تا سال ۲۰۱۱ برای پرتاب موشک‌های سری دلتا و موشک‌های سری تور و موشک‌های بالستیک استفاده می‌شد ولی اکنون برای برنامه فضایی ایالات متحده و پرتاب کاوشگر به کره ماه استفاده می‌شود.

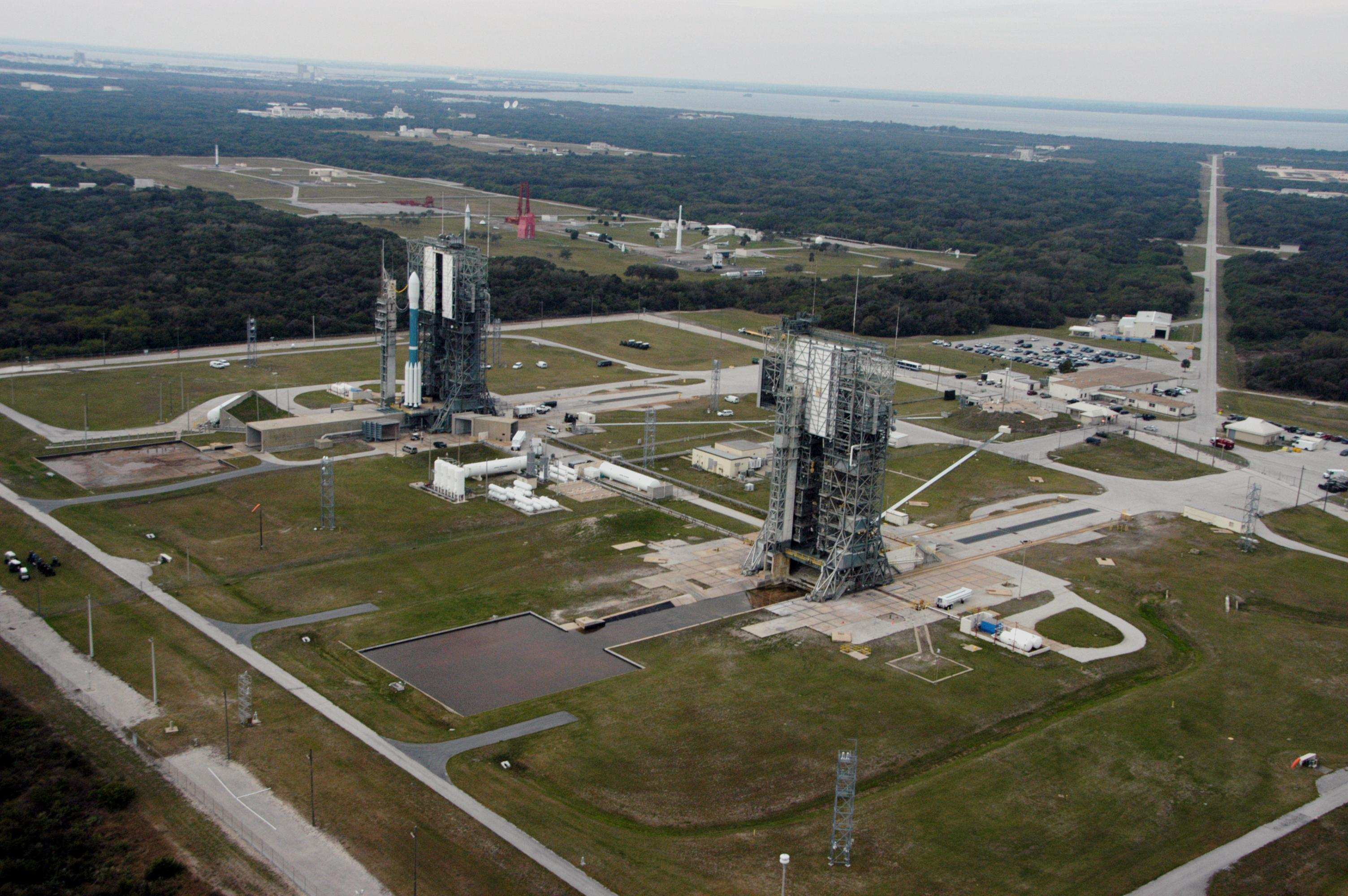
پلت فرم‌های ای وبی

این پایگاه بخشی از پایگاه نیروی هوایی کیپ کاناورال در فلوریدا است که در آن دو سیستم راه اندازی مصرفی وجود دارد که اکنون در خدمت سازمان فضایی ناسا و وزارت دفاع ایالات متحده قرار دارد.